# Сибли (Ајова)
Сибли (енгл. Sibley) град је у америчкој савезној држави Ајова. По попису становништва из 2010. у њему је живело 2.798 становника.

## Демографија
Према попису становништва из 2010. у граду је живело 2.798 становника, што је 2 (0,1%) становника више него 2000. године.
| Група             | 2000.         | 2010.         |
| Белци             | 2.696 (96,4%) | 2.442 (87,3%) |
| Афроамериканци    | 6 (0,2%)      | 8 (0,3%)      |
| Азијати           | 9 (0,3%)      | 13 (0,5%)     |
| Хиспаноамериканци | 62 (2,2%)     | 320 (11,4%)   |
| Укупно            | 2.796         | 2.798         |